# 意難平 (達明一派專輯)
《意難平》於1989年5月2日時發行，是香港樂隊達明一派的第五張粵語大碟。

## 介紹
在這張專輯之前的音樂作品全都在反映社會以及嘲諷時政，而這張專輯主題則改為情與愛，但也是達明一派的專輯中獨一無二的一張。
這是一張關於愛的專輯，有同性戀之愛、朋友之愛、不貞之愛、世紀末之愛、瘟疫蔓延時之愛。
「天花亂墜」這首歌曲找來了梁翹柏、張豔璿以及阮慧珊三人一起和唱，而「世紀末顏色」則是由陳裕光、何秀萍、黃大徽以及黃耀明四人一同演繹，「愛在瘟疫蔓延時」加入了李小梅擔任女聲。

## 曲目
全碟作曲及編曲：劉以達　（下面註明例外曲目）　全碟監製：達明一派
| 曲序 | 曲目                 |        | 作曲   |
| ---- | -------------------- | ------ | ------ |
| 1.   | 忘記他是她           | 周耀輝 | 黃耀明 |
| 2.   | 最佳朋友             | 陳少琪 |        |
| 3.   | 我有兩個             | 潘源良 |        |
| 4.   | 盡在今夜             | 周耀輝 |        |
| 5.   | 情流夜中環           | 何秀萍 |        |
| 6.   | 世紀末顏色           | 林奕華 |        |
| 7.   | 天花亂墜             | 周耀輝 |        |
| 8.   | Viva La Diva         | 陳少琪 |        |
| 9.   | 四季交易會           | 潘源良 |        |
| 10.  | 愛在瘟疫蔓延時       | 周耀輝 |        |
| 11.  | 忘記她是他（純音樂） |        | 黃耀明 |

## 幕後團隊
以下是《意難平》專輯的幕後團隊：
- 全碟監製：達明一派
- 聯合監製、錄音及混音：陳永明
- 設計：張叔平
- 攝影：黃偉國
- 主音歌手：黃耀明
- 鍵琴、電子樂器及結他：劉以達
- 低音結他：林志宏（曲目6）
- 鼓：Donald Ashley（曲目6）
- 旁白：陳裕光、何秀萍、黃大徽、黃耀明（曲目6）
- 和音：張豔璿（曲目7）、劉以達（曲目8）、李小梅（曲目8、10）、梁翹柏（曲目7）、阮慧珊（曲目7）